# Desierto de Mojave
El desierto de Mojave (en inglés, Mojave Desert) es el nombre oficial para referirse al desierto Alto que ocupa una gran porción del sur del estado de California y porciones de suroeste de Utah, sur de Nevada y noroeste de Arizona, en Estados Unidos. Es nombrado así por el pueblo indígena mojave.
Ocupa una superficie de 124 000 km² y está limitado al norte por el páramo de la Gran Cuenca, al sur por el desierto de Sonora, al este por la meseta del Colorado y al oeste por el desierto del Colorado. Los límites de este desierto se definen generalmente por la presencia de árbol de Josué o yuccas. Las fronteras físicas incluyen las cordilleras de Tehachapi, San Gabriel y San Bernardino, algunas de las más grandes de California. La Gran Cuenca linda por el norte y el Bajo Desierto por el sur y el este.
Se cree que en el desierto de Mojave hay entre 1750 y 2000 especies de plantas, incluidas las yucas. El valle de la Muerte se encuentra en la parte occidental de este desierto, en California.